# يكاترينا ميخائيلوفنا فيكلييفا
يكاترينا ميخائيلوفنا فيكلييفا (بالروسية: Екатерина Михайловна Вихляева، 5 أغسطس 1923 - 22 فبراير 2021) كانت طبيبة نسائية وتوليد وعالمة سوفيتية وروسية. كانت عضوًا في أكاديمية العلوم الطبية في اتحاد الجمهوريات الاشتراكية السوفيتية (1980)، وعضوًا مراسلًا في الأكاديمية الروسية للعلوم الطبية (1991)، وعضوًا مراسلًا في الأكاديمية الروسية للعلوم (2014).
توفيت فيكلييفا في 22 فبراير 2021 عن عمر يناهز 97 عامًا. أرسل وزير الصحة في الاتحاد الروسي ميخائيل موراشكو برقية تعزية وعبارات دعم للعائلة والأصدقاء.